# كول تكين

كول تكين

كول تكين (لغة تركية قديمة:, Kultegin, (闕特勒/阙特勤, بينيين: quètèqín, ويد–جيلز: chüeh-t'e-ch'in, ? - 575 AD)
كان جنرالا من الخاقانية التركية الثانية. كان هو الابن الثاني للأمير إلترش أو إلترش شاد والشقيق الأصغر لخاقان بيلج.
في عهد خاقان قباغان، قام كول تكين وشقيقه الأكبر بكسب سمعة لبراعتهما العسكرية. هزموا قيرغيزستان، تورغش، وقارلوق، موسعين أراضي الخاقانية على كامل طريق شبكة البوابات الحديدية (حيث اليوم تقع دربند في داغستان). وقاموا أيضا بإخضاع كل من قبائل توغوز أوغوز التسعة .
عند وفاة خاقان موشو، حاول ابنه الصعود بشكل غير قانوني إلى العرش، وتحدي قانون الخلافة التقليدي ولكن كول تكين رفضتالاعتراف بهذا الاستيلاء. و أنشأ جيشا وهاجموه، وقتلوا المستولي على العرش و أتباعه المقربين منه أيضا. مما أدى إلى صعود أخيه الأكبر إلى العرش و الذي اسمه موجيلان، و بعد صعوده إلى العرش قام بنيل لقت الخاقان بيلج ما يعني (الحكيم)، واتخذ لقب شاد، وهو ما يعادل القائد الأعلى للقوات المسلحة.
وتمت تسمية كول تكين بالأمير كول تكين واستقر في خدمة الخاقانية حتى مرض وتوفي في العام 731 للميلاد.

## وصلات خارجية
- المتحف القومي للتاريخ المغولي
- مخطوطات كول تكين نسخة محفوظة 21 ديسمبر 2012 على موقع واي باك مشين.